# Liancalus hydrophilus
Liancalus hydrophilus är en tvåvingeart som beskrevs av Aldrich 1893. Liancalus hydrophilus ingår i släktet Liancalus och familjen styltflugor. Inga underarter finns listade i Catalogue of Life.